# Gorowa jezik
Gorowa jezik (fiome, goroa; ISO 639-3: gow), afrazijski jezik uže južnokušitske podskupine kojim govori 50 000 ljudi (1999 R. Kiessling) u tanzanijskim regijama Manyara (distrikt Mbulu) i Dodoma (distrikt Kondoa)
Smatra se da je možda i dijalekt jezika iraqw [irk], koji je uz swahili [swh] također u upotrebi.

## Vanjske poveznice
- Ethnologue (14th)
- Ethnologue (15th)